# مؤسسة إحياء التراث والبحوث الإسلامية
مؤسسة إحياء التراث والبحوث الاسلامية - بيت المقدس هي أول مؤسسة فلسطينية مقدسية وقفية تُعنى بالتراث الوثائقي المكتوب بصوره المختلفة أسسها الراحل الحاج أمين الحسيني. تحتفظ المؤسسة بالأرشيف العثماني الفلسطيني منذ عام 1516 وتُعتبر المكتبة الإسلامية والمقدسية في فلسطين ومركز المخطوطات الفلسطيني الاول .
تتبع المؤسسة لوزارة الأوقاف الفلسطينية ويرأسها وزير الأوقاف في السلطة الوطنية الفلسطينية.

## نشأتها
ترجع نشأة ميثاق" مؤسسة إحياء التراث والبحوث الإسلامية - بيت المقدس" إلى العام 1982، وتقع في مدينة القدس على تلة مشرفة على المسجد الأقصى المبارك في بلدة أبو ديس ، تبلغ مساحة مقرها (2500) مترمربع وتقوم على 4.5 دونم من أراضي وقفية ومخصصة للعلوم الشرعية والبحث العلمي.

## هدفها
تعمل المؤسسة بشكل أساسي على جمع وصون وحفظ التراث الوثائقي الفلسطيني بكل أشكالة وانواعه والعناية به ودراسته واتاحته للباحثين. والذي تعرض عبر سنوات طوال من الحروب والاحتلال للنهب والتلف والضياع. وذلك في سبيل صون الذاكرة الوطنية والحفاظ على الهوية العربية الإسلامية للشعب العربي الفلسطيني ورفد الرواية الفلسطينية برافد مهم من روافد الصمود والبقاء .
وتضم المؤسسة عشرات الآلاف من وثائق التسجيل العقاري في أراضي الإمبراطورية العثمانية التي حكمت فلسطين الأعوام ما بين 1516-1917 ما يوثق ملكية أراض فلسطينية تهددها (إسرائيل) بالمصادرة لصالح المستوطنات. واستلمت المؤسسة عام 2010 من الحكومة التركية الأرشيف بتوجيه مع رئيس الجمهورية رجب طيب أروغان.

## إصدارتها
تحتضن ميثاق أكبر وأهم مجموعة من الوثائق التاريخية، ومجموعة من المخطوطات والكتب المتخصصة، وأوسع أرشيف صحفي ومجموعة من صور فوتوغرافية قديمة يفوق عدد الوثائق المحفوظة نحو 4 ملايين وثيقة فضلا عن 1150 مخطوطة و15 ألف كتاب مُنتقى وعدد ضخم من الصحف التي صدرت في فلسطين وأرجاء مختلفة من الدولة العثمانية منذ أواخر العهد العثماني.
وأصدرت المؤسسة ١٠٠ إصدار وألف بحث علمي عن مدينة القدس وصور لوثائق ومخطوطات من محفوظات المؤسسة المقدسية العريقة التي تأسست في أروقة المسجد الأقصى قبل مئة عام.

## إدارتها
يعمل بالمؤسسة طاقم متخصص يتكون من 55 كادر منهم:
- حاتم البكري (وزير الأوقاف) - رئيس مجلس الادارة.
- المستشار خليل قراجة الرفاعي - الرئيس التنفيذي
- د. محمود سعيد الاشقر - نائب الرئيس.
- أ.خالد يوسف عليان - دائرة المكتبة والمخطوطات .
- أ. محمد رزق جفال - دائرة الوثائق العربية.
- أ. مراد علي أبو صبح - دائرة الوثائق العربية .
- أ.أسمهان دحيدل - دائرة الصيانة والترميم.
- أ. شفاء سباتين - قسم المخطوطات.
- أ. بسمة العباسي - قسم الوثائق العثمانية.
- أ. هند أبوغيث - قسم الموارد البشرية .
- أ. طارق العصا - الشؤون المالية .
- أ. محمود عليان - قسم المتابعة والخدمات .
- أ . نضال رباع -  الإعلام والعلاقات العامة .
- أ.أكرم القيسي - قسم الترجمة .
- م. نور لحلوح -  قسم الحاسوب.
- م. وسيم عطاونة - قسم  تكنولوجيا المعلومات ..